# ایسه‌هارا، کاناگاوا
ایسه‌هارا در استان کاناگاوا در کشور ژاپن  واقع شده‌است  که دارای جمعیت ۱۰۰٬۷۷۹ نفر و مساحت ۵۵٫۵۲ کیلومتر مربع با تراکم جمعیت ۱٬۸۱۵  نفر در کیلومترمربع است و در تاریخ ۱ مارس ۱۹۷۱ به عنوان شهر شناخته شد.